# Radio France Internationale
Radio France Internationale (RFI) ist der Auslandsdienst des öffentlichen Hörfunks in Frankreich. RFI wird vom französischen Außenministerium finanziert.

## Geschichte

### Der französische Auslandshörfunk bis 1974
Der französische Auslandshörfunk begann mit den Sendungen des Poste colonial aus einem Studio auf der internationalen Kolonialausstellung, Exposition coloniale internationale, die 1931 in Paris abgehalten wurde. Aufgrund der Machtergreifung der Nazis in Deutschland und der zunehmenden deutschen Propaganda wurden die französischen Auslandssendungen in den folgenden Jahren verstärkt. Bis 1938 sendete man unter der Bezeichnung Paris Ondes Courtes („Kurzwelle Paris“), später unter dem Namen Paris Mondial („Paris weltweit“) in dreißig Sprachen. Im Zweiten Weltkrieg wurde auch eine guerre des ondes, ein „Wellenkrieg“, geführt: Während das Vichy-Regime unter den Bezeichnungen la Voix de la France („Stimme Frankreichs“), la France fidèle („Treues Frankreich“) und la France musulmane („Moslemisches Frankreich“) sendete, bediente sich die Résistance, der französische Widerstand gegen die deutsche Besatzung, der BBC London und des Untergrundsenders Radio Brazzaville.
Nach dem Krieg wurden die Auslandssendungen Teil des staatlichen französischen Rundfunks, zunächst der Radiodiffusion-Télévision Française („RTF Radio Paris“), seit 1964 der neu gegründeten öffentlichen Rundfunkgesellschaft Office de Radiodiffusion Télévision Française („ORTF Radio Paris“). Der Beginn des Kalten Krieges führte zu einem Erstarken vor allem der amerikanischen Auslandssender (vgl. Radio Free Europe, Radio Liberty), hinter diesen blieben die französischen Auslandssendungen in Umfang und Wirkung  zurück. Die Auslandssendungen (Emissions vers l’étranger, EVE) wurden wegen der damit verbundenen hohen Kosten insgesamt auf den Prüfstand gestellt. Eine Umfrage in den 1960er Jahren zeigte jedoch, dass eine entsprechende Hörerschaft vorhanden war: Mehr als 45.000 Antworten gingen ein. Deshalb wurde der Auslandsrundfunk des ORTF seit dieser Zeit wieder ausgebaut. Von 1969 bis zur Auflösung des ORTF firmierte der französische Auslandsrundfunk unter dem Namen Direction des Affaires Extérieures et de la Coopération (DAEC). Die Abteilung war auch für die Sendungen für Einwanderer nach Frankreich zuständig; diese wurden vom Arbeitsministerium finanziert, während die Sendungen für das Ausland vom Außenministerium bezahlt wurden.

### RFI: Seit 1975
RFI wurde nach der Auflösung des ORTF zu Beginn des Jahres 1975 gegründet, ursprünglich als das internationale „fünfte Programm“ von Radio France, das sich insbesondere an Hörer im französischsprachigen Afrika richtete. Gesendet wurde von 6 Uhr morgens bis 22 Uhr abends auf Französisch, außer einer Stunde auf Englisch für das englischsprachige Afrika. Für diesen Dienst wurden auch einige Sendungen von France Inter übernommen. Diese Übernahmen wurden ab dem Februar 1976 noch ausdehnt, als das so genannte „West-Programm“ (chaîne ouest) begann, in dem France Inter vollständig für Hörer an der amerikanischen Ostküste und in Mittelamerika auf Kurzwelle übernommen wurde. Seit dem September des darauffolgenden Jahres wurde ein entsprechendes „Ost-Programm“ eingeführt.
Nach der Wahl von François Mitterrand zum französischen Staatspräsidenten wurde der Rundfunk in Frankreich wiederum neu geordnet. Man baute einen „Weltdienst“ (service mondial) in französischer Sprache auf, daneben wurden die Auslandssendungen erweitert. Als in Polen im Jahr 1981 das Kriegsrecht eingeführt wurde, begann RFI innerhalb von nur drei Tagen mit Sendungen in polnischer Sprache. Programme auf Russisch, Rumänisch, in kreolischer Sprache und in Serbo-Kroatisch folgen in den Jahren von 1983 bis 1986. Die Sendungen auf Spanisch und Portugiesisch nach Südamerika wurden ausgedehnt. Am 29. Juli 1982 wurde RFI kraft Gesetzes zu einer Tochtergesellschaft von Radio France. Mit Beginn des Jahres 1987 wurde der Sender in eine eigenständige Gesellschaft überführt. Der erste Intendant von RFI war Henry Tézenas du Montcel. Unter seiner Leitung werden die Sprachdienste auf Arabisch und Persisch aufgebaut.
In den Jahren bis 1995 folgten unter dem nächsten Intendanten André Larquié der Aufbau der Sprachdienste in Chinesisch, Vietnamesisch und der Ausbau des Persisch-Dienstes. Außerdem wurde die Zusammenarbeit mit ausländischen Rundfunksendern, die das Programm von RFI auf UKW übernehmen, verstärkt. Seit dem ersten Golfkrieg im Jahr 1991 wurde im Programm von RFI  sukzessive der Nachrichtenanteil erhöht. Seit 1993 wurde in laotischer Sprache, in Khmer und auf Türkisch gesendet. Seit 1994 ist RFI auch im Internet vertreten. Aber erst der neue Intendant Jean-Paul Cluzel entschied 1995, dass RFI zu einem reinen Nachrichtenprogramm wurde.
1996 kaufte RFI die leistungsstarke Sendeanlage am Kap Greco auf Zypern von RMC International. Seit 2007 ist das Auslandsfernsehen France 24 mit einem arabischen Kanal auf Sendung.
Ab Mitte der 2000er Jahre erfolgten Einschränkungen des Angebots. Am 23. März 2006 wurden die Sendungen auf Kurzwelle für Europa eingestellt. Im Januar 2009 gab Radio France Internationale bekannt, aufgrund eines rigorosen Sparplans einen massiven Stellenabbau durchzuführen sowie die deutsche und fünf weitere Fremdsprachenredaktionen (Albanisch, Polnisch, Serbo-Kroatisch, Türkisch und Laotisch) aufzugeben. Begründet wurde dies damit, dass diese Sprachen außenpolitisch für Frankreich nicht mehr von Bedeutung seien. Seit dem 19. Dezember 2009 werden keine Sendungen in deutscher Sprache mehr ausgestrahlt, seit dem 29. Januar 2010 wird die deutschsprachige Webpräsenz nicht mehr aktualisiert. Das deutsche Programm wurde seit 1946 produziert. Über die Berliner UKW-Frequenz ist bis Ende Juni 2012 das Programm in französischer Sprache zu empfangen. Das deutsche Programm wurde zuletzt in Berlin über Ultrakurzwelle 106,00 MHz seit dem 1. Juli 2012 auf UKW 96,7 MHz, im Saarland auf der Mittelwelle 1179 kHz sowie via Satellit und Internet gesendet. Die UKW-Sender in Leipzig, Chemnitz, Pirna und Dresden wurden seit dem 1. November 2008 eingestellt.
Der Schwerpunkt des Programms liegt auf der Versorgung des afrikanischen Kontinents. Während andere Dienste eingestellt wurden, kam es in Richtung Nordafrika zu einem Ausbau des Angebots.
RFI und das Auslandsfernsehen France 24 wurden im Februar 2012 unter dem Dach von Audiovisuel Extérieur de la France (AEF) (heute France Médias Monde; FMM) fusioniert. Die Gesellschaft ist auch zu 49 Prozent an dem Fernsehsender TV5 Monde beteiligt. Die umfangreichen Proteste der Beschäftigten und der Hörer gegen den Zusammenschluss waren erfolglos geblieben.

## Unternehmen
Radio France Internationale wird, wie alle französischen Rundfunksender, in der Rechtsform einer privatrechtlichen Aktiengesellschaft betrieben. Seit Februar 2012 ist RFI eine 100-prozentige Tochtergesellschaft der Société de l'audiovisuel extérieur de la France (AEF), heute France Médias Monde (FMM).
Die Intendanten von RFI waren bisher in zeitlicher Folge:
- 1986–1989 Henri Tezenas du Montcel
- 1989–1995 André Larquié
- 1995–2004 Jean-Paul Cluzel
- 2004–2008 Antoine Schwarz
- 2008–2012 Alain de Pouzilhac
- 2012–0000 Marie-Christine Saragosse
- 2012–2012 Marie-Christine Saragosse
- seit 2012 Cécile Mégie[28]

## Programm
Radio France Internationale ist über Kabel, Satellit, sowie über Ultrakurzwelle, Mittelwelle, Kurzwelle und über das Internet in der ganzen Welt zu empfangen. Außerdem wird eine Relaisstation auf der Insel Zypern genutzt, während die vor 2015 eingesetzten Relais in Gabun und in Französisch-Guayana sowie die Kooperation mit Radio China International aufgegeben wurden.
RFI sendet in 14 Sprachen: Französisch, Englisch, Spanisch, Portugiesisch, Rumänisch, Russisch, Chinesisch, Vietnamesisch, Arabisch, Hausa, Persisch, Kisuaheli und Khmer.
Neben einem 24-stündigen Nachrichtenprogramm auf Französisch und einem Fremdsprachenkanal wird auch ein Musikprogramm gesendet. Außerdem gibt es einen Dienst für Afrika und das arabische Programm Monte Carlo Doualiya (MCD).
Auf der Mittelwelle 1179 kHz werden Teile des französischen Programms des Senders über Antenne Saar ausgestrahlt. Die Ausstrahlung auf Kurzwelle wurde bereits zuvor eingestellt und damit die Empfangsmöglichkeit dieses Programms in Deutschland stark eingeschränkt.
Seit dem 25. Juli 2007 war Radio France Internationale Mitglied des Europäischen Radio Netzwerks Euranet und auch hierüber zu hören. Die Mitgliedschaft endete 2015.
Seit dem 24. März 2025 wird RFI rund um die Uhr über den lokalen DAB+ Multiplex in Bad Kreuznach/Bingen in Rheinland-Pfalz ausgestrahlt.

### Monte Carlo Doualiya
Über die 1996 von RFI erworbene Sendeanlage auf Zypern sendete der Auslandssender seit 2007 das Programm Monte Carlo Douyliya für Nordafrika. Schon seit 2009 wurde über die hohen Kosten für die Ausstrahlung des Programms mittels Zypern diskutiert und der Sender schließlich rund 10 Jahre später 2019 abgeschaltet. Das Programm wird nun ausschließlich auf UKW auf 26 Frequenzen in Mauretanien, Libyen, Südsudan, Libanon, Palästina, Jordanien, Irak, Kuwait, Bahrain, Katar, den VAE sowie Dschibuti verbreitet (Stand 2020).